# Veľké Ozorovce
Velké Ozorovce jsou obec na Slovensku. Nacházejí se v Košickém kraji v okrese Trebišov, přísluší do regionu Jižní Zemplín.
Obec má rozlohu 13,77 km² a leží v nadmořské výšce 180 m. K 31. 12. 2011 v obci žilo 740 obyvatel, což představuje hustotu osídlení 53,74 obyv./km².

## Dějiny
První písemná zpráva o vsi se zachovala v listině z roku 1304, kdy šlechtici z rodu Bogatradavan odstoupili část ozorovského statku jiným, možná příbuzným šlechticům.